# Hajber Pahtunva
Hajber Pahtunva (često skraćeno KP ili KPK) (paštunski: خیبر پښتونخوا; urdu: خیبر پښتونخوا, engleski: Khyber Pakhtunkhwa) ranije poznata kao Sjevernozapadna pogranična pokrajina (NWFP) (urdu: صوبہ سرحد), jedna je od četiri pokrajine Pakistana, smještene u sjeverozapadnoj regiji zemlje uz međunarodnu granicu s Afganistanom.
Prije toga bila je poznata kao Sjevernozapadna pogranična pokrajina do 2010. godine, kada je naziv promijenjen u Hajber Pahtunva 18. amandmanom na pakistanski ustav, a kolokvijalno je poznat ai pod raznim drugim imenima. Hajber Pahtunva je treća po veličini pokrajina Pakistana po veličini stanovništva i gospodarstva, premda je zemljopisno najmanja od četiri. Unutar Pakistana, Hajber Pahtunva dijeli granicu s Pandžabom, Beludžistanom, Azad Kašmirom, Gilgit-Baltistanom i Islamabadom. U njemu živi 17,9% ukupnog stanovništva Pakistana, a većinu stanovnika provincije čine Paštuni i govornici hindkoga jezika.
Pokrajina je mjesto drevnog kraljevstva Gandare, uključujući ruševine njenog glavnog grada Pushkalavatija u blizini današnje Charsadde. Nekada uporište budizma, povijest regije karakterizirale su česte invazije raznih carstava, zbog geografske blizine Hajberskoga prijevoja.